# Shelley Mann
Pour les articles homonymes, voir Mann.
Shelley Isabel Mann, née le 15 octobre 1937 à New York et morte le 24 mars 2005 à Alexandria, est une nageuse américaine.

## Carrière
Shelley Mann débute la natation dès le plus jeune âge pour se remettre de la poliomyélite. Elle entre en compétition à l'âge de 12 ans et décroche son premier titre national ainsi que son premier record mondial à 15 ans. Elle remporte durant sa carrière 24 titres nationaux en brasse, dos, quatre nages, papillon et nage libre.
Elle est championne olympique du 100 mètres papillon ainsi que médaillée de bronze du relais 4 × 100 mètres nage libre aux Jeux olympiques de 1956 se tenant à Melbourne. Elle termine sixième de la finale du 100 mètres nage libre.
Elle intègre l'International Swimming Hall of Fame en 1966.